# Oswald von Wolkenstein
Oswald von Wolkenstein (Falzes o Ponte Gardena, 1376 / 1377 – Merano, 2 agosto 1445) è stato un poeta e compositore tedesco.
Il suo aristocratico casato deve il nome al castel Wolkenstein in Val Gardena. Svolse anche funzioni di diplomatico nei suoi numerosi viaggi.

## Biografia
Nacque con buona probabilità alla Trostburg, castello che ancora oggi sovrasta Ponte Gardena, residenza del ramo materno della sua famiglia, o a Castel Schöneck, presso Falzes, in Val Pusteria, dove il padre era castellano nell'anno della nascita di Oswald. Tuttavia risiedette per gran parte della sua vita presso Siusi allo Sciliar, dove sono ancora visibili i ruderi della sua abitazione, il Castelvecchio (in ted. Burg Hauenstein) immerso nei boschi ai piedi dello Sciliar.

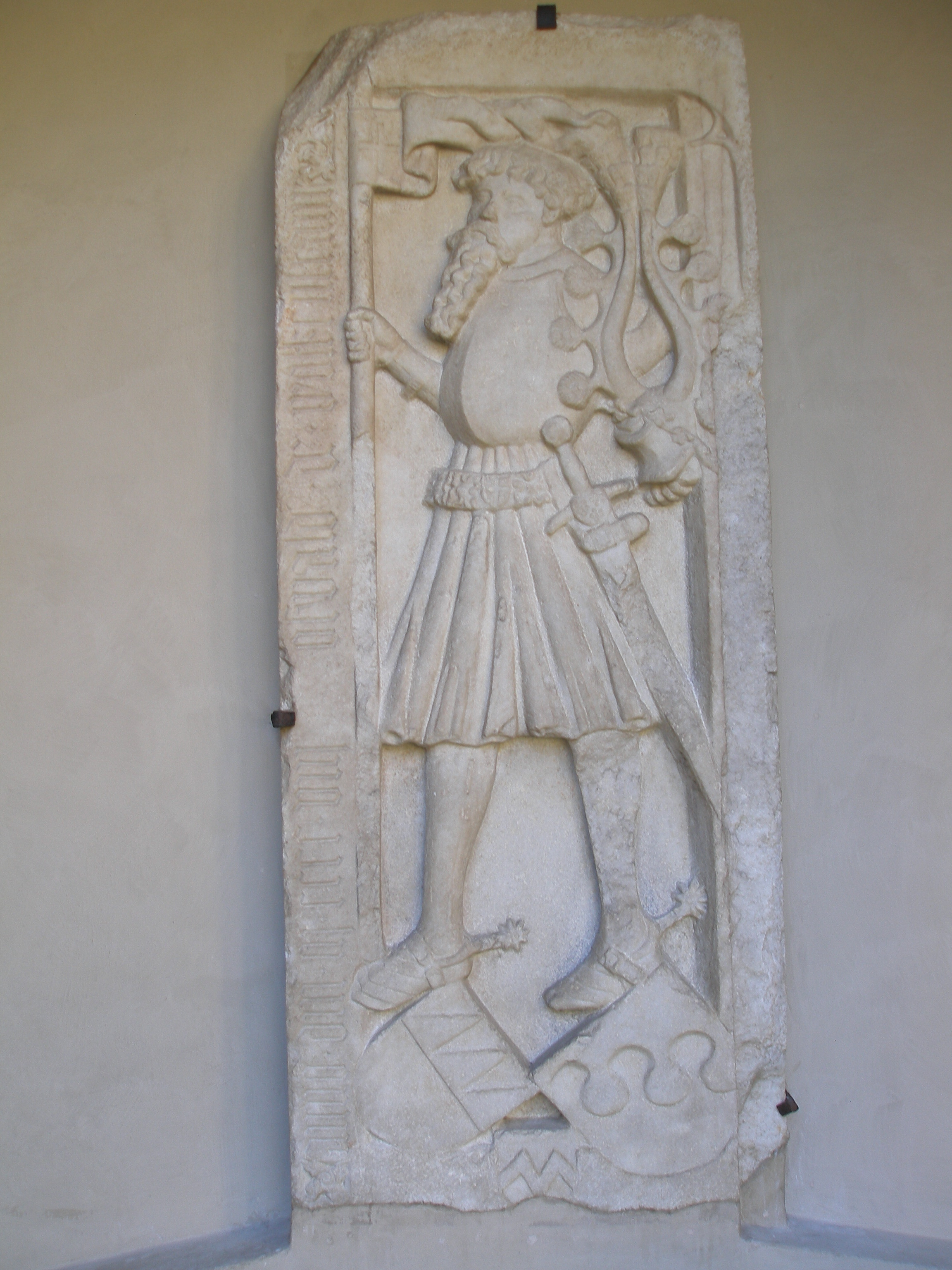
Duomo di Bressanone: lapide funebre di Oswald

Dal 1973 studi sui suoi resti hanno evidenziato che Oswald fosse nato con l'orbita destra più piccola del normale; ne conseguì che l'occhio destro fu sempre sotto sforzo fino a chiudersi definitivamente col tempo. Questi studi hanno confutato l'idea che il motivo potesse essere stato un colpo di freccia subito durante un gioco di carnevale nel 1385. 
Poco o nulla è noto della sua infanzia e della sua gioventù, in quanto la sua prima menzione in un atto è datata al 1400, anno della morte del padre. Nel 1403 si stabilì a Bressanone, dove il principe vescovo Ulrico I lo nominò suo fiduciario. 
Partecipò alla Lega dell'Elefante assieme a suo fratello Konrad. Questa Lega venne fondata il 23 agosto 1406 con capo Ulrich von Matsch per difendere i diritti ed il potere di 21 famiglie nobiliari tirolesi nei confronti di Federico IV d’Asburgo e di Heinrich VI von Rottemburg. I membri indossavano un pettorale raffigurante un elefante d’argento. Probabilmente venne utilizzato questo simbolo per il significato di potere e dominazione. 
Partecipò anche alla Lega del Falcone nella quale vi erano oltre un centinaio di membri con a capo Heinrich VI von Rottemburg. Il principio della Lega era lo stesso della Lega dell'Elefante, ma solamente contro il potere di Federico IV d'Asburgo. 
Nel 1415 conosce al Concilio di Costanza il rex romanorum Sigismondo di Lussemburgo, di cui diviene ambasciatore e per il quale effettuò numerosi viaggi. Entrò in seguito a far parte dell'Ordine del Dragone fondato da quest'ultimo per combattere gli hussiti. Tra i suoi componenti contava il principe Vlad II Dracul e János Hunyadi, detto il cavaliere bianco. Si nota nel ritratto la spilla dell'Ordine del Dragone posta sulla stola bianca. Nel 1415 nelle vesti di ambasciatore di Sigismondo di Lussemburgo ottenne i riconoscimenti solenni da Ferdinando I d'Aragona dell'Ordine della Giara e del Grifone (Orden de la Jarra y del Grifo) e dell'Ordine della Stola. Nel ritratto se ne nota la collana formata da giare contenenti tre gigli e con un pendaglio centrale raffigurante un grifone. La stola sulla spalla mostra la spilla con la giara ed i tre gigli. Nel 1417 sposò Margherita di Schwangau, più giovane di lui, che gli diede sette figli. 
Nel 1423 Osvald venne coinvolto nell'assedio di Castel Greifenstein come assediato assieme ad altri nobili e alla famiglia degli Starkenberg, possessori del castello e controllori giuridici dell'area di San Genesio. Ne uscì illeso e ne raccontò la storia attraverso una ballata.
Nel 1429, con altri fautori del Capitolo, sequestrò e ricattò (vicenda assai criticata dalle istituzioni e dal popolo) il principe-vescovo di Bressanone Ulrico II Putsch.
Nell'ultimo periodo della sua vita si ritirò in Tirolo, dove fu importante figura politica per la sua lunga esperienza. Morì durante una dieta a a Merano il 2 agosto 1445, all'età di 68 anni circa: la sua discendenza proseguì fino al 1937 con il conte Arturo di Wolkenstein-Rodenegg. La posterità dei fratelli Michele e Leonardo, invece, fu più breve o continuò per via femminile.
La lapide di Oswald è conservata a Bressanone nel chiostro del duomo, ma egli fu effettivamente sepolto - secondo sua disposizione testamentaria - nel convento agostiniano dell'abbazia di Novacella.

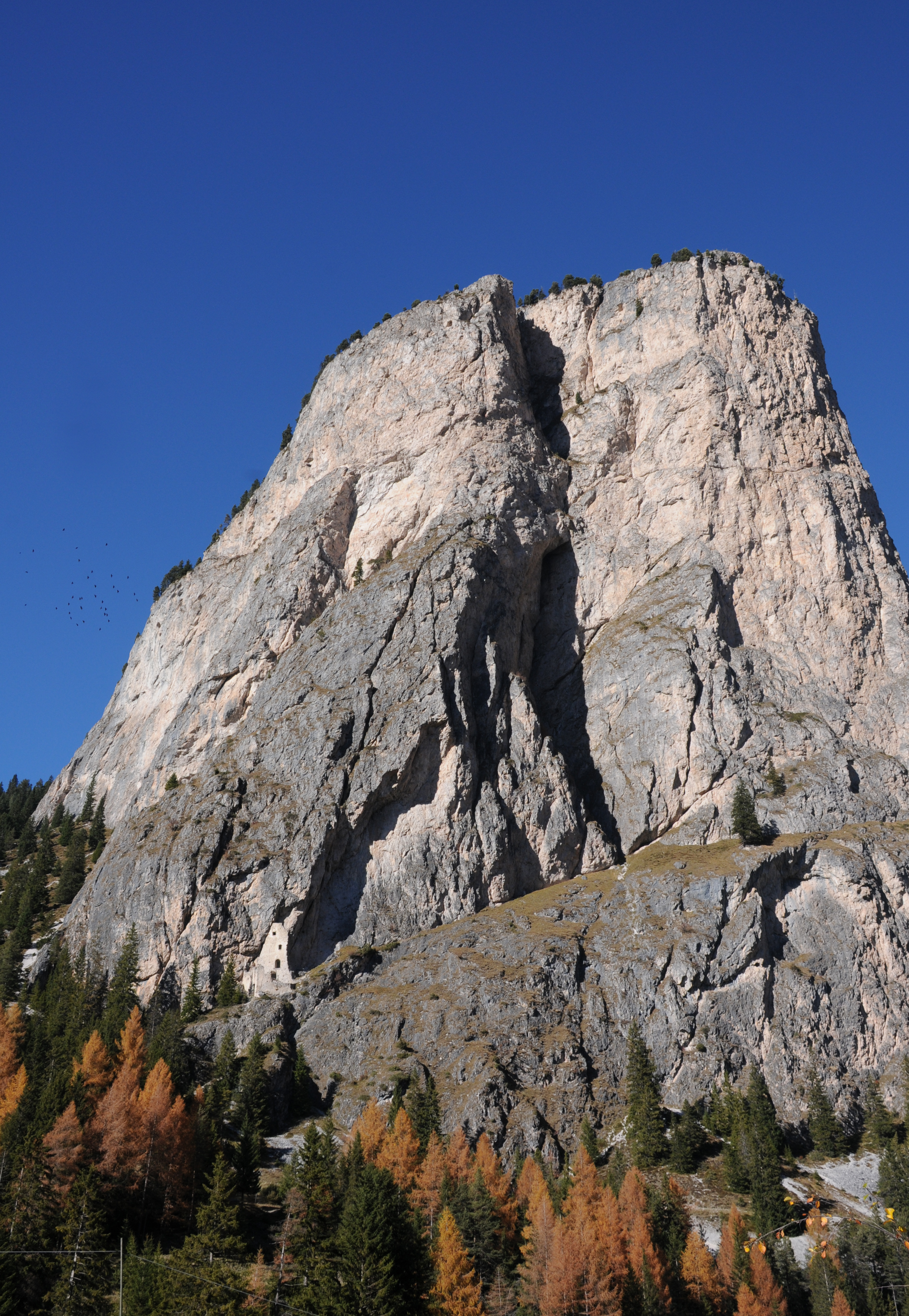
Ruderi di castel Wolkenstein
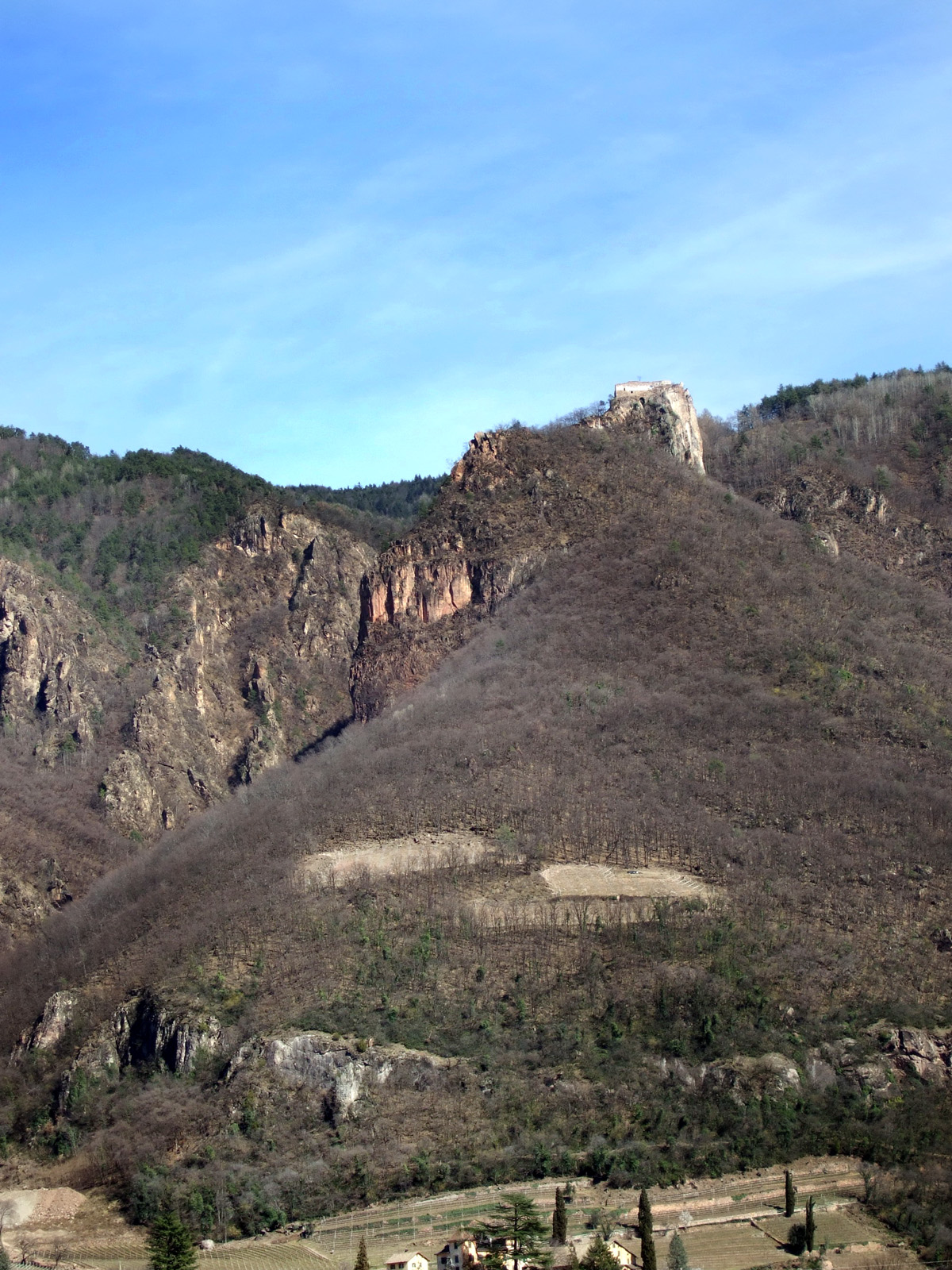
Rovine di castel Greifenstein
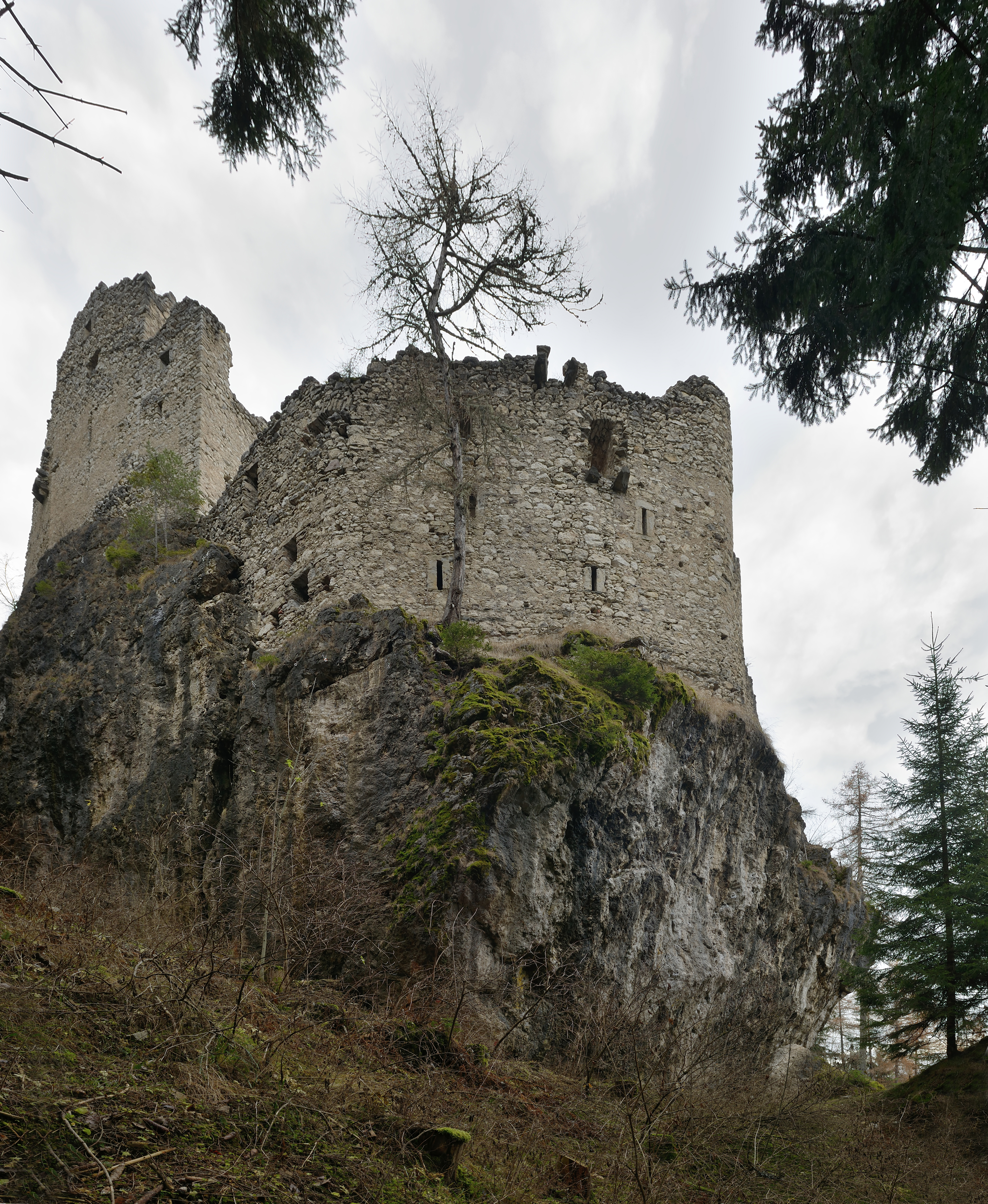
Castel Hauenstein
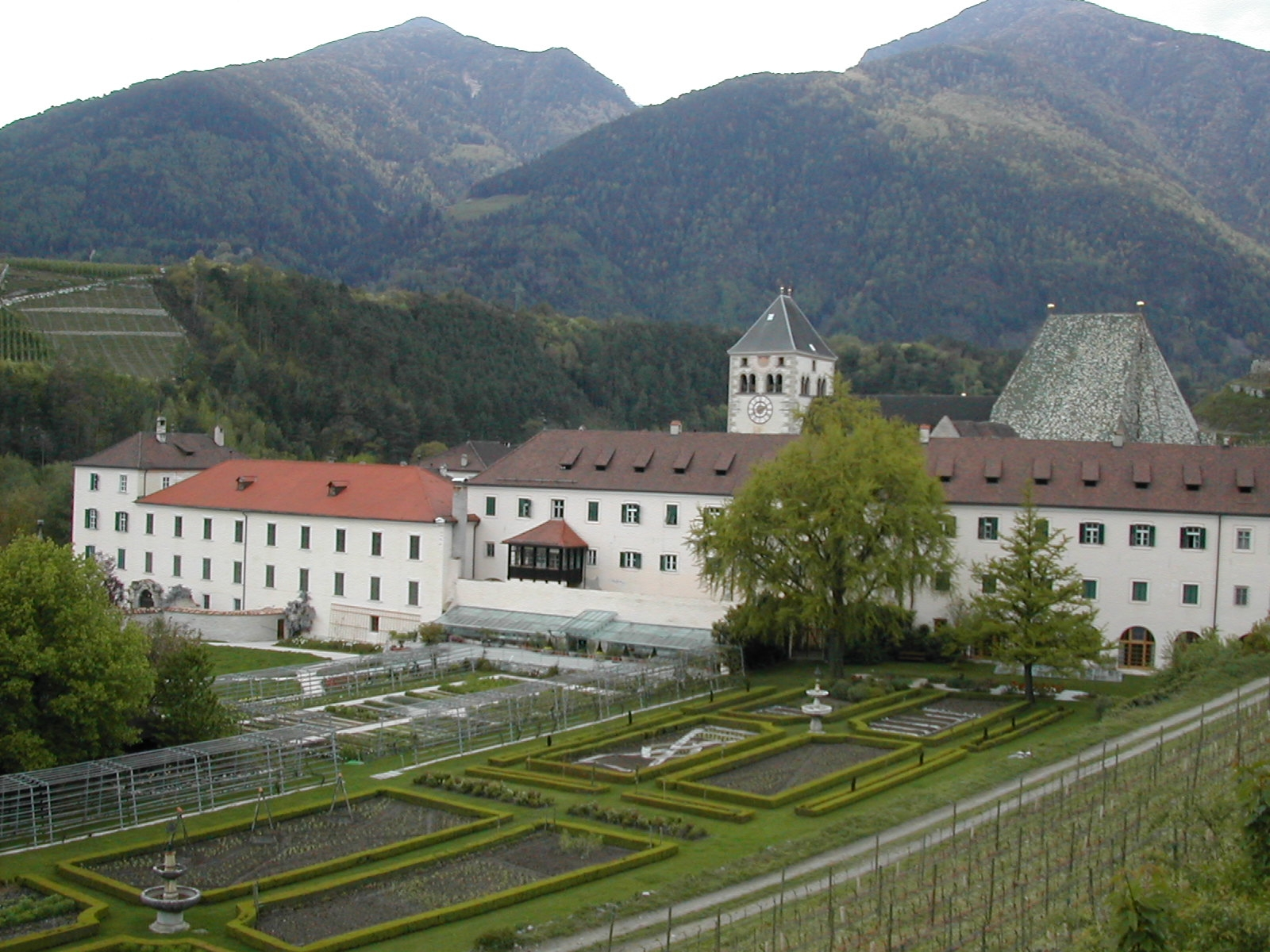
Abbazia di Novacella
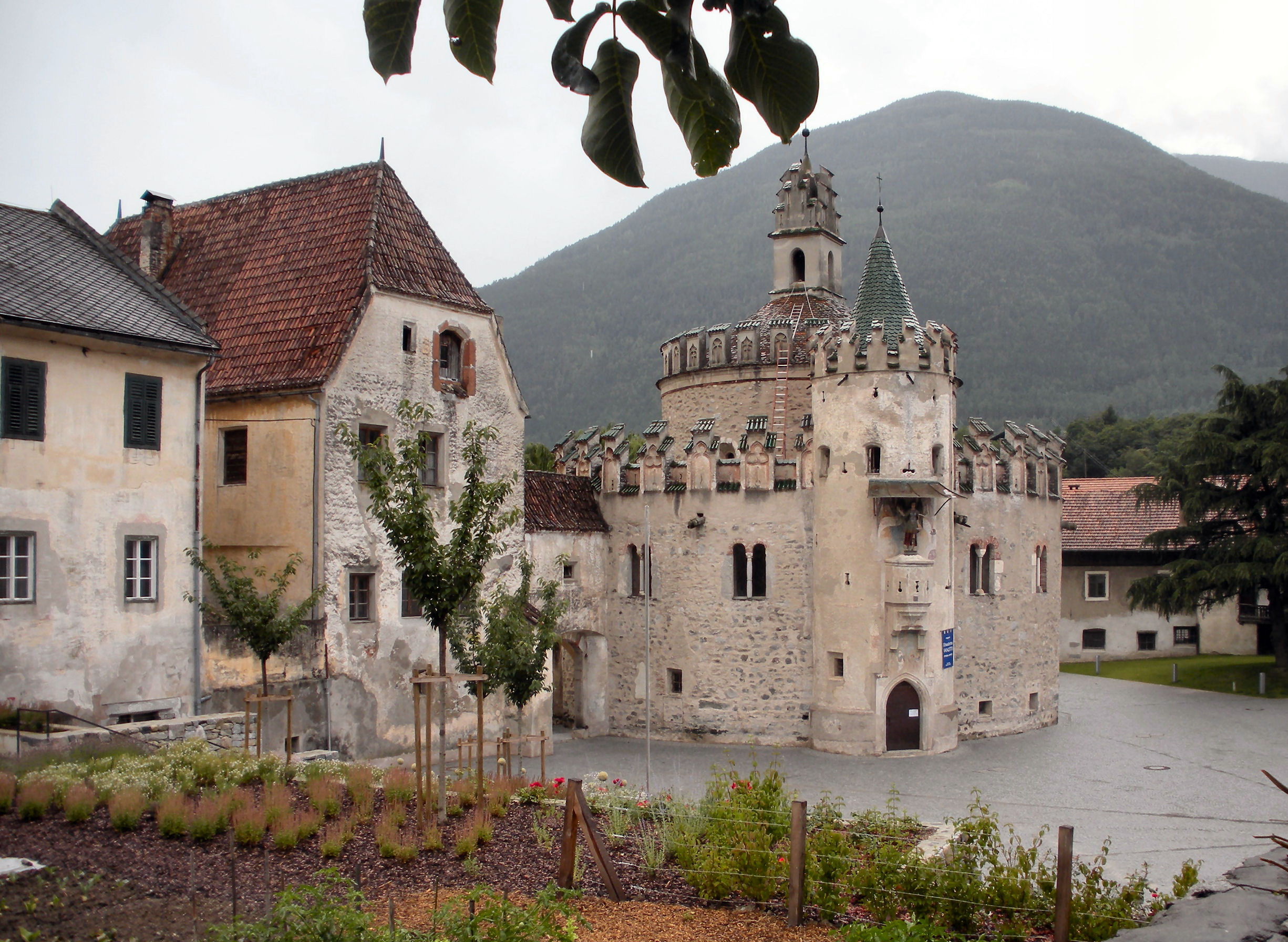
Engelsburg - Castello dell'Angelo (abbazia di Novacella)
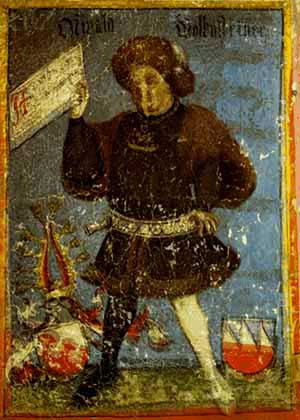
Oswald von Wolkenstein
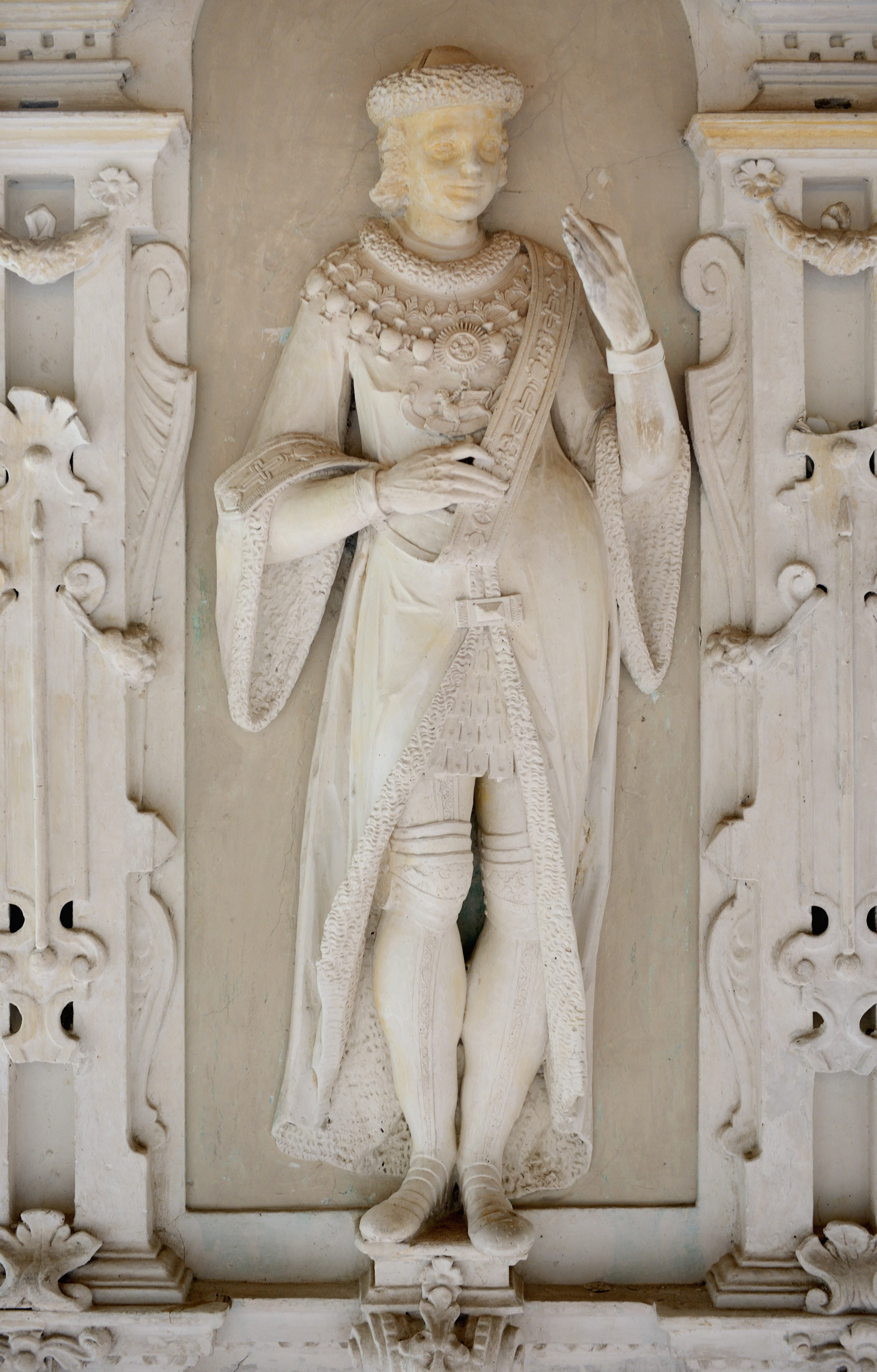
Statua del poeta (Castel Trostburg)